# U.S. Route 400
U.S. Route 400 é uma autoestrada dos Estados Unidos que foi construída em 2000.